# イントゥ・エタニティー
イントゥ・エタニティー (Into Eternity) は、カナダのプログレッシブ・メタルバンド。
基本的にパワーメタル系のサウンドではあるが、激しいテンポチェンジ、リフやハーモニーを複雑に配した楽曲、ステュウ・ブロックによる6種類にも及ぶデス・ボーカルとクリーン・ボーカルの組み合わせなどがこのバンドを非常に特殊なものにしていた。トイズファクトリーはこのバンドをエクストリーム・プログレッシヴ・メタルと形容している。

## 略歴
1997年にカナダ サスカチュワン州 レジャイナで結成。結成時のメンバーは、ティム・ロス (G、Vo)、スコット・クラール (B、Back Vo)、ジム・オースティン (Dr)。続いて、クリス・アイスラー (G)、クリス・マクドゥーガル (Key)が加入。1999年に自主制作で1stアルバム『Into Eternity』を発表。後に、オランダのDVSレコードと契約し、同アルバムは再発された。
1stアルバムリリース直後、クリス・アイスラーが脱退し、2001年にはクリス・マクドゥーガルが脱退する。同2001年に、ダニエル・ナーギャング (Vo、G)が加入し2ndアルバム『Dead or Dreaming』をリリース。センチュリー・メディア・レコードと契約し、2002年に同アルバムは再発された。
2ndアルバムリリース後、ダニエル・ナーギャングが脱退。ジェフ・ストーリー (G)が加入しツアーを行う。しかし、ジェフ・ストーリーはライブに参加したのみで2003年に、クリス・クラール (Vo)とロブ・ドハティー (G、Vo)が加入し、2004年に3rdアルバム『Buried in Oblivion』をリリース。リリース後にスコット・クラールが脱退しトロイ・ブレイク (B, Vo)が加入。また、2004年の一時期のみディーン・スターンバーグ (Vo)が参加していた。
2005年にはクリス・クラール、ロブ・ドハティー、ジム・オースティンが相次いで脱退する。それらの脱退を受けて、ステュウ・ブロック (Vo)、アダム・セイガン (Dr)が加入する。しかし、2005年秋にアダム・セイガンは脱退し、2006年初めにジム・オースティンが復帰している。2006年に4thアルバム『ザ・スカッタリング・オブ・アッシュズ』をリリース。同アルバムは、トイズファクトリーからもリリースされ、日本デビューを果たした。レコーディング後、コリン・クレイグ (G)が加入し、同年のジャイガンツアーにも参加した。しかし、同ツアー中にコリン・クレイグが脱退。更に、ツアー終了時にジム・オースティンが脱退してしまう。
2名の後任として、ジャスティン・ベンダー (G)とスティーブ・ボロネズ (Dr)が加入。2008年に5thアルバム『ジ・インキュラブル・トラジディ』をリリース。2011年には、ドラマーがスティーブ・ボロネズから、ブライアン・ニューバリー (Ds)に交代している。
2011年から、ステュウ・ブロックがアイスド・アースのボーカリストとして活動し始めた。その後、ステュウはこちらの活動が忙しくなり、イントゥ・エタニティーのライブに参加できなくなった。そのため、ライブのセッション・ボーカリストを募集することとなった。これに伴い、アマンダ・キアーナン (Vo)がセッション・ボーカリストとしてツアーに参加するようになった。ステュウ・ブロックがメンバーのまま活動を継続していたが、2013年9月、正式にステュウ・ブロックが脱退し、アマンダ・キアーナンがバンドに加入した。
2014年にジャスティン・ベンダーが脱退。代わってマット・カットバートン (G)が加入した。
2018年、2012年のシングル「Fukushima」以来6年ぶりとなる6thアルバム『The Sirens』をリリースした。
2021年8月に、ステュウ・ブロックが約9年ぶりに復帰することが発表された。ブロックは、2021年アメリカ合衆国議会議事堂襲撃事件に、アイスド・アースの中心人物ジョン・シェイファーが参加し、逮捕されたことをきっかけに、2021年2月にアイスド・アースを脱退していた。ブロックの後任のキアーナンはそのまま在籍する。

## メンバー

### 現メンバー
- ステュウ・ブロック (Stu Block) - ボーカル (2005年 - 2013年、2021年 - )

2012年から2013年の間は、ライブ活動に参加できなかった。
アイスド・アース、オメガ・クロムでも活動。
- アマンダ・キアーナン (Amanda Kiernan) - ボーカル (2013年 - )

2012年以降、ライブセッションとしてステュウ・ブロックの代役として参加。2013年より正式に加入した。
ザ・オーダー・オヴ・ケイオスでも活動。
- ティム・ロス (Tim Roth) - ギター、ボーカル (1997年 - )
- マット・カットバートン (Matt Cuthbertson) - ギター (2014年 - )
- トロイ・ブレイク (Troy Bleich) - ベース、ボーカル (2004年 - )
- ブライアン・ニューバリー (Bryan Newbury) - ドラムス (2011年 - )

デス・トール・ライジングでも活動。

### 旧メンバー
- ダニエル・ナーギャング (Daniel Nargang) - ボーカル、ギター (2001年)
- ディーン・スターンバーグ (Dean Sternberg) - ボーカル (2004年)
- クリス・クラール (Chris Krall) - ボーカル (2003年 - 2005年)
- クリス・アイスラー (Chris Eisler) - ギター (1999年)
- ジェフ・ストーリー (Jeff Storrey) - ギター (2002年 - 2003年)
- ロブ・ドハティー (Rob "Smiley" Doherty) - ギター、ボーカル (2003年 - 2005年)

2012年5月4日逝去（41歳没）。
- コリン・クレイグ (Collin Craig) - ギター (2006年)
- ジャスティン・ベンダー (Justin Bender) - ギター (2006年 - 2014年)
- スコット・クラール (Scott Krall) - ベース、バック・ボーカル (1997年 - 2004年)
- クリス・マクドゥーガル (Chris McDougall) - キーボード (1999年 - 2001年)
- アダム・セイガン (Adam Sagan) - ドラムス (2005年)
- ジム・オースティン (Jim Austin) - ドラムス (1997年 - 2005年、2006年)
- スティーブ・ボロネズ (Steve Bolognese) - ドラムス (2006年 - 2011年)

## ディスコグラフィ

### アルバム
- Into Eternity (1999年)
- Dead or Dreaming (2001年)
- Buried in Oblivion (2004年)
- 『ザ・スカッタリング・オブ・アッシュズ』 - The Scattering of Ashes (2006年)
- 『ジ・インキュラブル・トラジディ』 - The Incurable Tragedy (2008年)
- The Sirens (2018年)

### シングル
- "Sandstorm" (2011年)
- "Fukushima" (2012年) ※福島第一原子力発電所事故をテーマにした楽曲。